# هانسول
هانسول هي تكتل كوري جنوبي ، أو تشايبول. عمليات الشركة الرئيسية هي المنتجات الورقية والإلكترونيات والمواد الكيميائية و الخدمات اللوجستية وتكنولوجيا المعلومات وخدمات الحلول والديكورات الداخلية المنزلية والبناء. اعتادت هانسول أن تكون جزءًا من سامسونج جروب، ولا تزال مملوكة لأحد أقارب عائلة سامسونج وشينسيغاي .

## وصلات خارجية
- موقع مجموعة هانسول
- موقع مصنع ورق هانسول